# Malacoraja
Malacoraja is een geslacht van kraakbeenvissen uit de familie van de Rajidae.

## Soorten
- Malacoraja kreffti (Stehmann, 1978)
- Malacoraja obscura Carvalho, Gomes & Gadig, 2005
- Malacoraja senta (Garman, 1885)
- Malacoraja spinacidermis (Barnard, 1923)